# Uhthoff-szindróma
Az Uhthoff-szindróma egy olyan tünetcsoport, ahol a beteg megerőltető testmozgás, bármilyen testhőmérséklet-emelkedéssel járó külső hatás (pl.: szauna, forró fürdő), láz, illetve érzelmi feszültség hatására ideiglenesen fokozott látási problémáktól szenved. Ez a betegség főként a szklerózis multiplex (SM), illetve más a mielinhüvelyek elhalásával járó agyi betegségek súlyosbodása. A szklerózis multiplexben szenvedő betegek több mint a 80 százalékát érinti. A jelenség Wilhelm Uhthoff (1853-1927) szemész után kapta nevét.

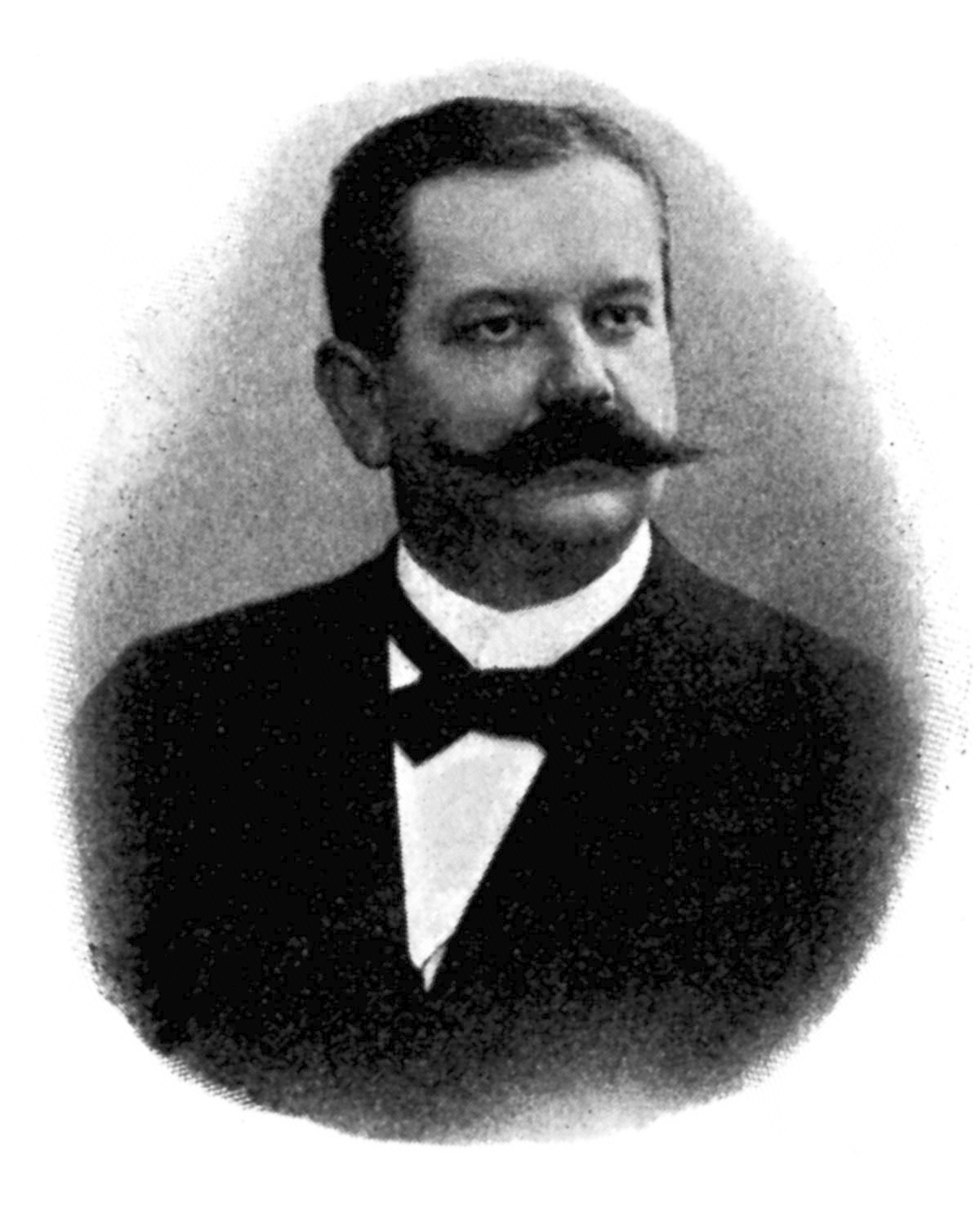
Wilhelm Uhthoff német szemészorvos (1853-1927)

## Történet
Wilhelm Uhthoff 1890-ben arról számolt be, hogy a látóideg gyulladásban (optic neuritis) szenvedő betegeinek a látásuk átmenetileg rosszabbodott torna után. Uhthoff még a testmozgást vélte az időszakos látásgyengeség okozójának, ám későbbi kutatások kimutatták, hogy az agyidegeket érő hő a fő oka a betegségnek.

## Leírása
Sok SM beteg tapasztal fokozott fáradtságot és egyéb tüneteket, mint fájdalom, koncentrációs nehézségek, valamint fokozott vizelési inger is jelentkezhet, ha melegnek van kitéve.
Tanulmányok kimutatták, hogy akár 0,5 °C-os testhőmérséklet-emelkedés is lelassíthatja vagy blokkolhatja az idegi impulzusok vezetétését a demyelinált idegekben. A testmozgás illetve a mindennapi tevékenységek már nagyban megnövelhetik a testhőmérsékletet a szklerózis multiplexes betegeknél, főként akik ataxiában, kóros gyengeségben, szpaszticitásban (izmok túlzott feszessége, merev görcse) szenvednek, valamint akik mozgást segítő eszközöket használnak (pl.: kerekes szék).

## Egyéni eset
Sekuler, Owesley és Berenberg (1986) vizsgálatában egy harmincéves Uhthoff-szindrómás beteg arról számolt be, hogy érzelmi feldúltság hatására a látása bizonytalanná vált, valamint a tárgyak elveszítették látható kontrasztjuk nagy részét. Egy munkahelyi összetűzésnél például főnöke arca a felismerhetetlenségig elmosódott számára. Azonban az ilyen eseteknél a beteg apró számoszlopokat el tudott olvasni. Úgy tűnt, hogy méretérzékenysége romlott, amelynek révén megőrizte a finom részletek látásának képességét, míg nagyobb tárgyakat nem látott. A vizsgálat során megnézték, hogy a beteg mennyiben látja másképp a kontrasztokat a tornázás előtt és után, és azt találták hogy a kontrasztérzékenység meglehetősen lecsökkent. A hosszabb testmozgás hatására a látás még súlyosabban leromlott: nem csak a kontrasztérzékenység, de a látásélesség is jelentősen károsodott.

## Terápia
A tünetek elkerülése érdekében javasolt elkerülni a szaunát, meleg fürdőt, megerőltető testmozgást, és egyéb kimelegedést okozó tevékenységeket, valamint bizonyos ruhadarabok hordását, mint például sapka, mellény, kéz- és csuklószorító, sál.
White és munkatársai (2000) egy tanulmányban kimutatták, hogyha a hőérzékeny szklerózis multiplexes betegek 16-17 °C-os vízbe merülve 30 percig végeztek gyakorlatokat, akkor az sokkal komfortosabb volt számukra, valamint a mellékhatások számát is le tudták ezzel a módszerrel csökkenteni. A hidroterápiás testmozgás végzése mérsékelten hideg vízben (27-29 °C) is eredményes lehet. Azonban 27 °C-nál magasabb hőmérséklet nem ajánlott, mivel ekkor nagyobb az esélye a szpaszticitás előidézésének.

## Fordítás
- Ez a szócikk részben vagy egészben  az   Uhthoff's phenomenon című angol Wikipédia-szócikk fordításán alapul.  Az eredeti cikk szerkesztőit annak laptörténete sorolja fel. Ez a jelzés csupán a megfogalmazás eredetét és a szerzői jogokat jelzi, nem szolgál a cikkben szereplő információk forrásmegjelöléseként.
- Ez a szócikk részben vagy egészben  az   Uhthoff-Phänomen című német Wikipédia-szócikk fordításán alapul.  Az eredeti cikk szerkesztőit annak laptörténete sorolja fel. Ez a jelzés csupán a megfogalmazás eredetét és a szerzői jogokat jelzi, nem szolgál a cikkben szereplő információk forrásmegjelöléseként.